# František z Bavor
František z Bavor OFM, latinsky též zvaný Franciscus Argentoratus, Argentoratensis nebo de Argentina podle štrasburské františkánské provincie, z níž pocházel, byl františkán působící v českých zemích v 16. století. Opakovaně byl pro léta 1513/14, 1519/20 a 1521/22 zvolen provinčním definitorem – členem čtyřčlenného definitora podílejícího se na vedení provincie. Na provinční kapitule řádu v září 1522 v Brně byl na následující dva roky zvolen provinciálem (provinčním ministrem) české františkánské provincie. V pro řeholníky stále obtížnějším období nastupujícího luteránství potvrdil založení klášterních františkánských studií v Kadani, Brně a Nyse. Od roku 1524 byl kvardiánem kadaňského kláštera. Současně v letech 1524 až 1526 řídil jako kustod moravskou kustodii české františkánské provincie. Od roku 1526 byl další pět let opět provinčním definitorem.
Proti luterskému učení bojoval podporou teologického vzdělání. Byl autorem traktátu Expositiones Missae juxta mentem Alexandri de Hales o 4 částech a 31 kvestiích dedikovaného vratislavskému biskupu Janu V. Thurzo. Traktát napsal roku 1518 v slezské Nise a později skončil v olomoucké františkánské knihovně.